# 李賢文
李賢文（1947年—），台灣畫家、專長水墨。
1971年創立了《雄獅美術》雜誌，為《雄獅美術》發行人；該雜誌於一九九○年代中期停刊，轉而出版圖書。而後又成立了「雄獅畫班」，提升台灣美術環境以及紮根美育工作。2012年12月16日，台北市政府舉辦「雄獅美術譽揚典禮」，台北市長郝龍斌頒發譽揚牌給李賢文。2024年，獲得第48屆金鼎獎特別貢獻獎。

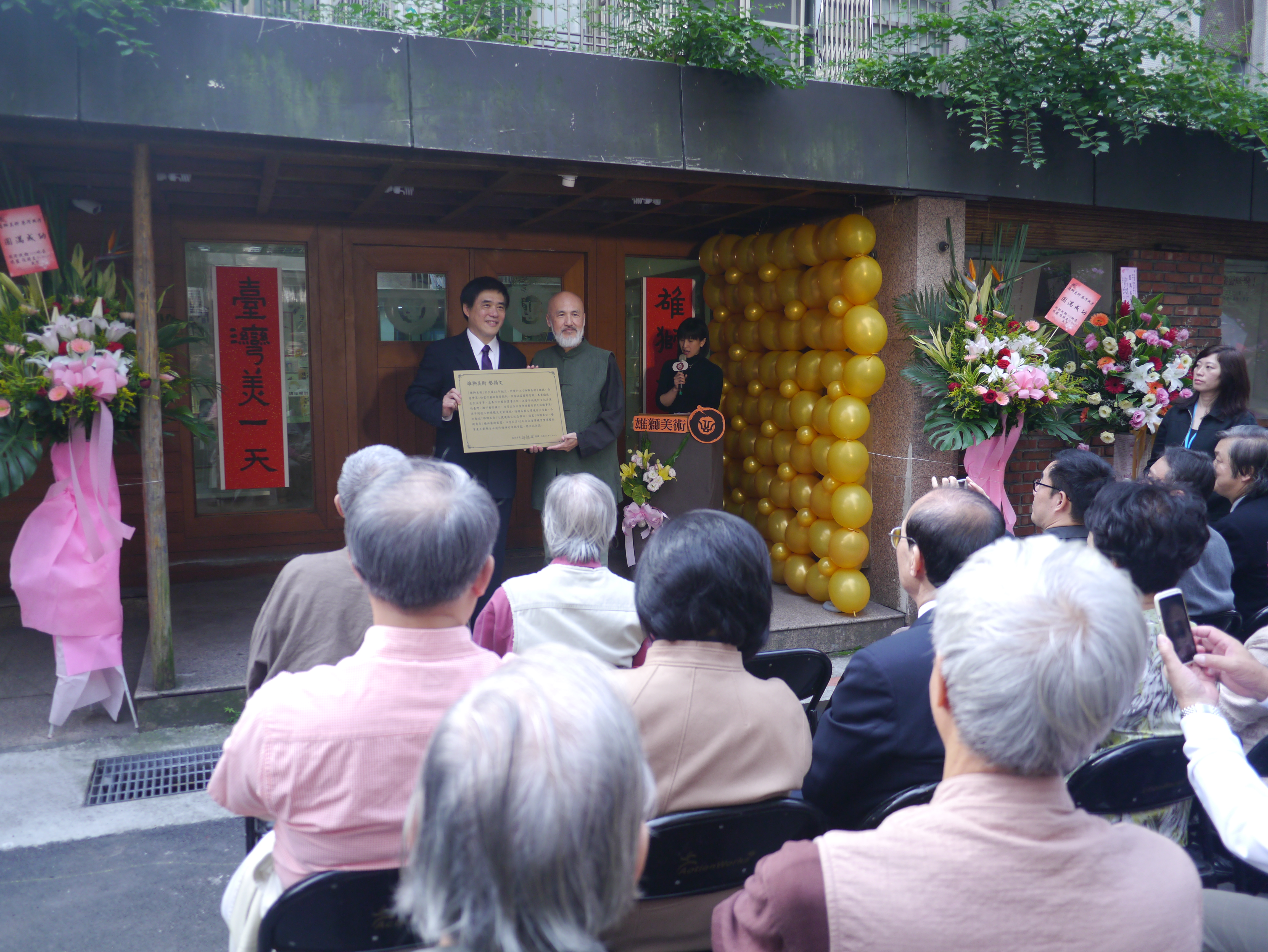
臺北市長郝龍斌與李賢文。

## 相關連結
- 雄獅美術網 （页面存档备份，存于）
- 雄獅畫班網站